# 吳廷雲
吳廷雲（1579年—？年），字叔韓，號白漚，福建汀州府長汀縣人，軍籍，明朝官員。

## 生平
萬曆三十一年（1603年）癸卯科福建乡试第六十名举人，三十五年丁未科会试第五十三名，未廷试，三十八年（1610年）庚戌科廷试第三甲第五十五名進士。大理寺觀政，授浙江紹興府山陰知縣，四十一年被論，調江西永新縣，四十三年改蘇州府學教授，陞南京國子監助教，陞南京戶部主事。历升郎中，出为琼州府知府，天啓六年（1626年）九月升四川按察司副使、分巡川西道，七年二月復補廣東高肇道副使。

## 家族
曾祖吳乃榮；祖吳喬，壽官；父吳弘仁；母張氏。永感下。弟吳廷雪。
子在應（庠生）；在蘇（庠生）；在松（庠生）；在揚；在湖。